# Покладок Андрій Ярославович
Андрі́й Покладо́к (*21 червня 1971, Яворів, Львівська область, Українська РСР, СРСР) — український футболіст і тренер. Грав на позиції нападника. Один із найкращих бомбардирів в історії чемпіонатів України — загалом забив 62 голи. Увійшов до символічної збірної «Карпат» (Львів) часів незалежності.
Вихованець ДЮСШ м. Яворів. Закінчив Львівський державний інститут фізичної культури.

## Статистика виступів
| Сезон     | Клуб                             | Ліга                | Чемпіонат | Чемпіонат | Кубок | Кубок |
| Сезон     | Клуб                             | Ліга                | Ігри      | Голи      | Ігри  | Голи  |
| --------- | -------------------------------- | ------------------- | --------- | --------- | ----- | ----- |
| 1992      | «Скала» (Стрий)                  | Перша ліга          | 23        | 7         | 2     | 0     |
| 1992—1993 | «Карпати» (Львів)                | Вища ліга           | 21        | 5         | 7     | 3     |
| 1992—1993 | «Скала» (Стрий)                  | Перша ліга          | 8         | 0         | 0     | 0     |
| 1993—1994 | «Карпати» (Львів)                | Вища ліга           | 31        | 12        | 7     | 3     |
| 1994—1995 | «Карпати» (Львів)                | Вища ліга           | 26        | 8         | 3     | 3     |
| 1995—1996 | «Карпати» (Львів)                | Вища ліга           | 24        | 13        | 2     | 2     |
| 1996—1997 | «Карпати» (Львів)                | Вища ліга           | 25        | 7         | 3     | 1     |
| 1997—1998 | «Карпати» (Львів)                | Вища ліга           | 3         | 0         | 0     | 0     |
| 1997—1998 | «Металург» (Донецьк)             | Вища ліга           | 12        | 2         | 5     | 1     |
| 1997—1998 | «Металург-2» (Донецьк)           | Друга ліга          | 5         | 1         | 0     | 0     |
| 1998—1999 | «Металург» (Донецьк)             | Вища ліга           | 21        | 5         | 2     | 1     |
| 1999—2000 | «Карпати» (Львів)                | Вища ліга           | 29        | 5         | 3     | 2     |
| 1999—2000 | «Карпати-2» (Львів)              | Друга ліга          | 2         | 1         | 0     | 0     |
| 2000—2001 | «Карпати» (Львів)                | Вища ліга           | 22        | 4         | 1     | 0     |
| 2000—2001 | «Карпати-2» (Львів)              | Друга ліга          | 3         | 0         | 0     | 0     |
| 2001—2002 | «Карпати» (Львів)                | Вища ліга           | 5         | 0         | 4     | 1     |
| 2001—2002 | «Карпати-2» (Львів)              | Перша ліга          | 11        | 2         | 0     | 0     |
| 2001—2002 | «Карпати-3» (Львів)              | Друга ліга          | 3         | 1         | 0     | 0     |
| 2001—2002 | «Прикарпаття» (Івано-Франківськ) | Перша ліга          | 12        | 3         | 0     | 0     |
| 2002—2003 | ФК «Олександрія»                 | Вища ліга           | 21        | 1         | 2     | 0     |
| 2003—2004 | «Нива» (Вінниця)                 | Перша ліга          | 26        | 4         | 0     | 0     |
| 2004—2005 | «Рава» (Рава-Руська)             | Друга ліга          | 24        | 11        | 1     | 0     |
| 2005—2006 | «Рава» (Рава-Руська)             | Друга ліга          | 23        | 5         | 2     | 1     |
| 2007—2008 | «Галичина» (Львів)               | Фіналіст Кубка ААФУ | —         | —         | 2     | 1     |